# Pont de Caronte

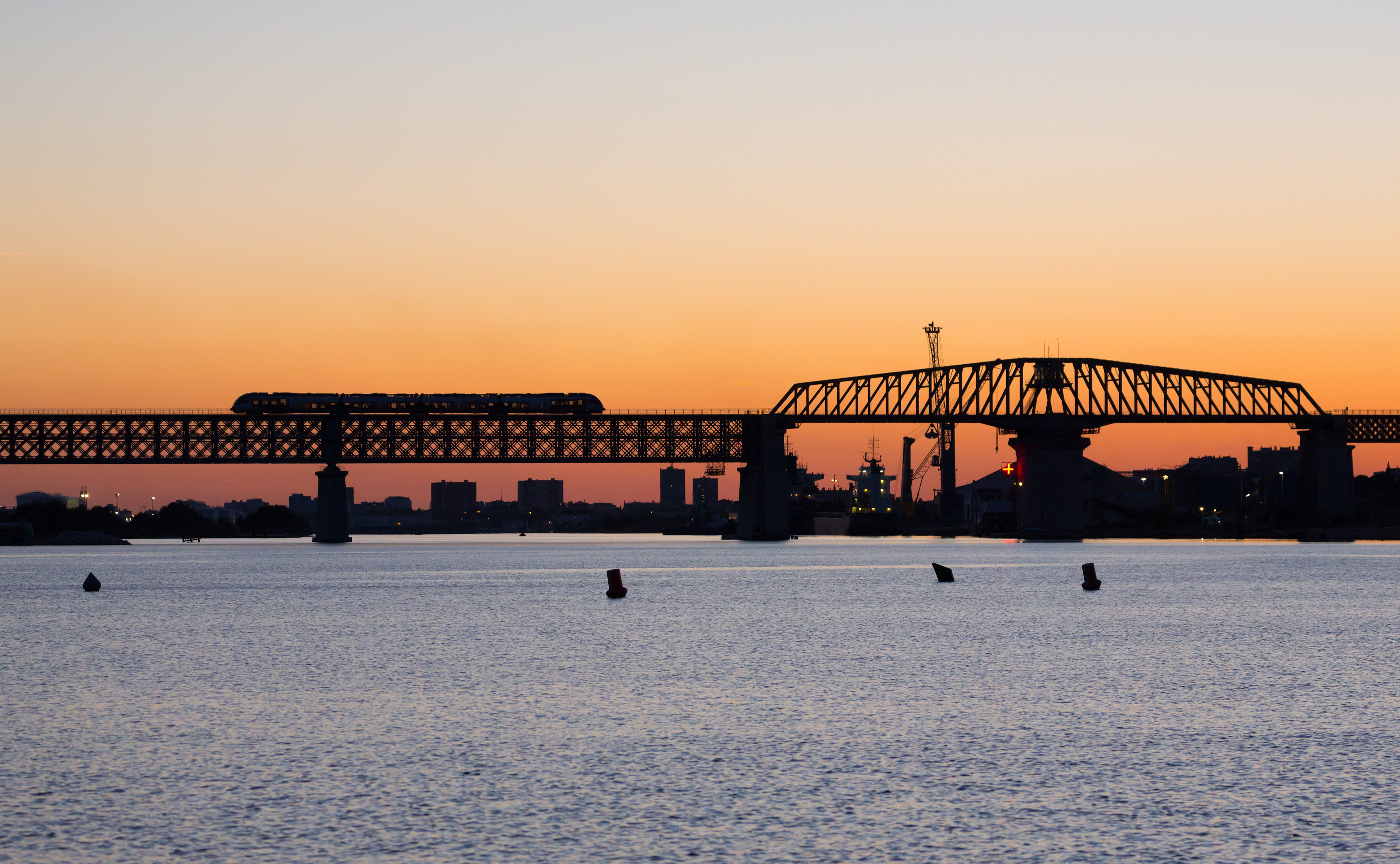
Der Pont de Caronte über den Canal de Caronte

Der Pont de Caronte ist eine Eisenbahn-Drehbrücke in der Gemeinde Martigues im französischen Département Bouches-du-Rhône. Über ihn verläuft die zweigleisige, nicht elektrifizierte Bahnstrecke Miramas–L’Estaque und quert dabei den natürlichen, ab 1863 – zum für Seeschiffe befahrbar – ausgebauten Schifffahrtskanal Canal de Caronte, der die Lagune Étang de Berre mit dem Mittelmeer verbindet.

## Geschichte

Pont de Caronte (vor 1919)

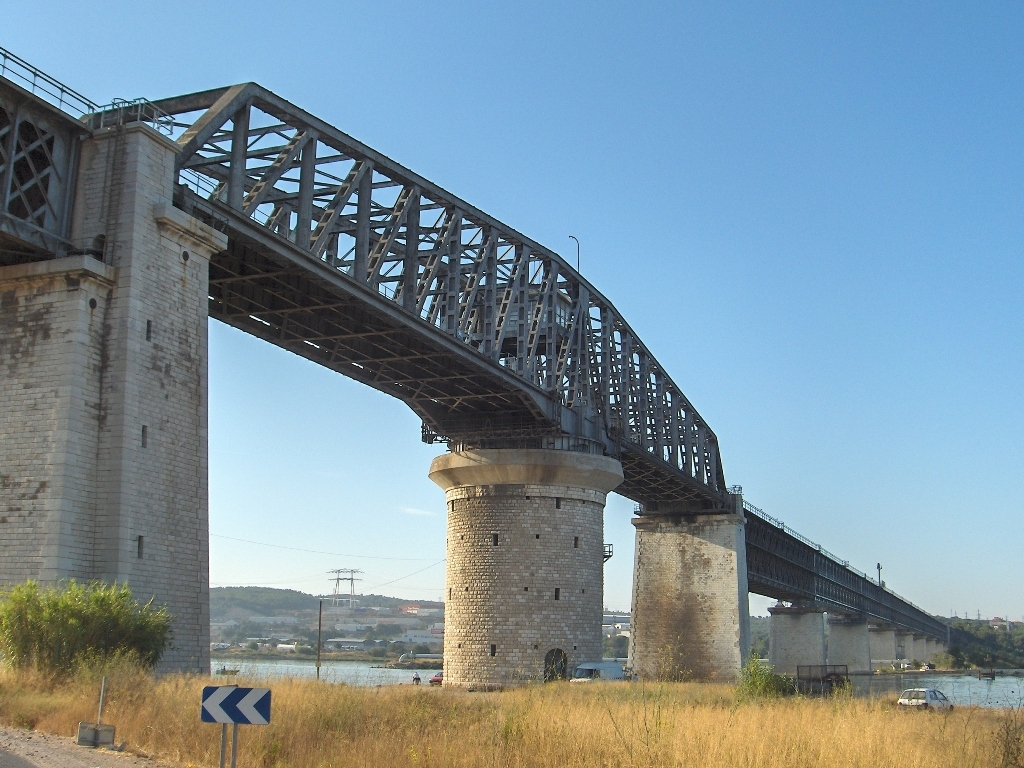
Drehbarer Abschnitt mit dem 1954 wiederaufgebauten Mittelpfeiler

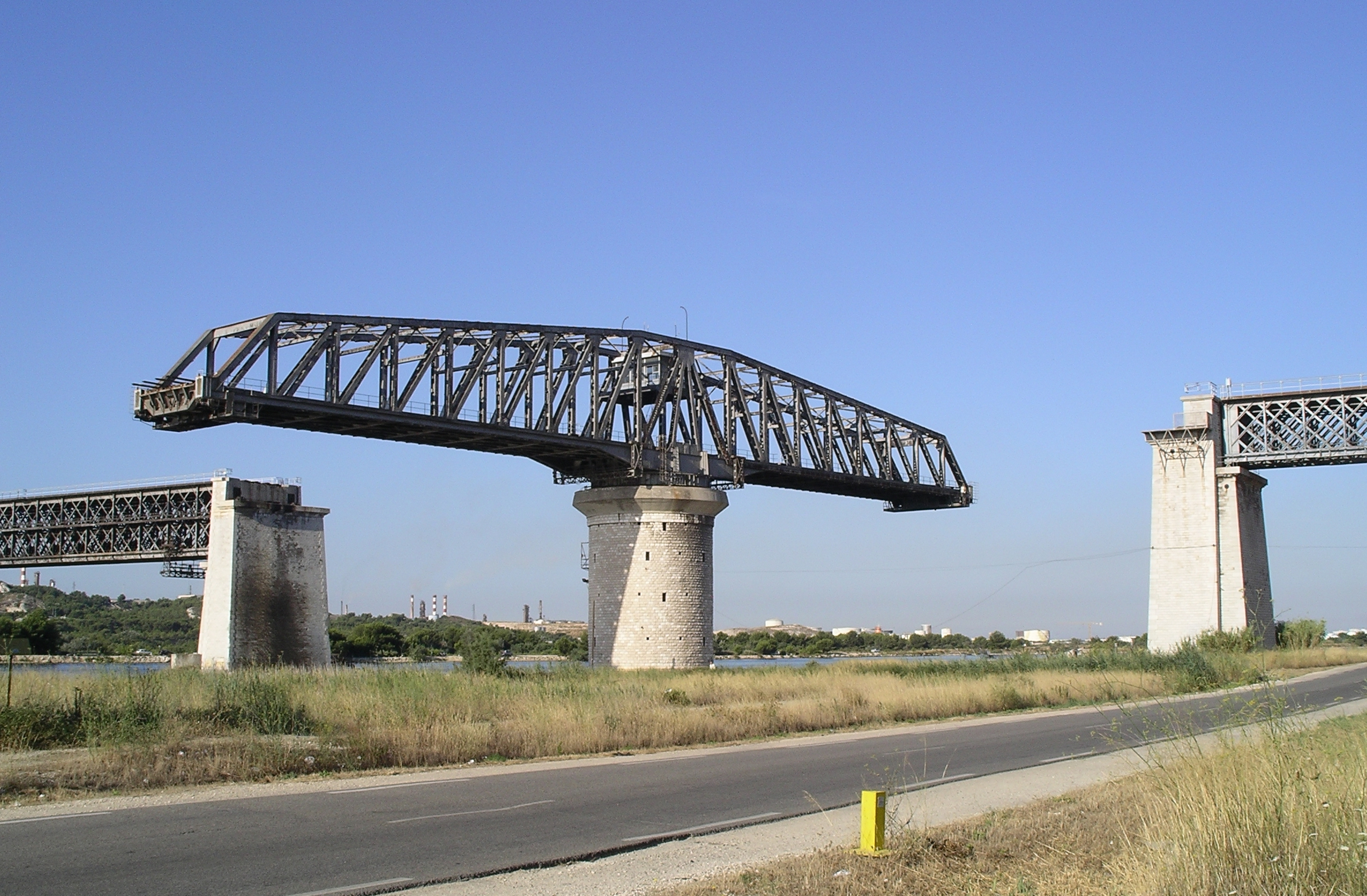
Der Pont de Caronte in geöffnetem Zustand, über dem Mittelpfeiler das Betriebshaus

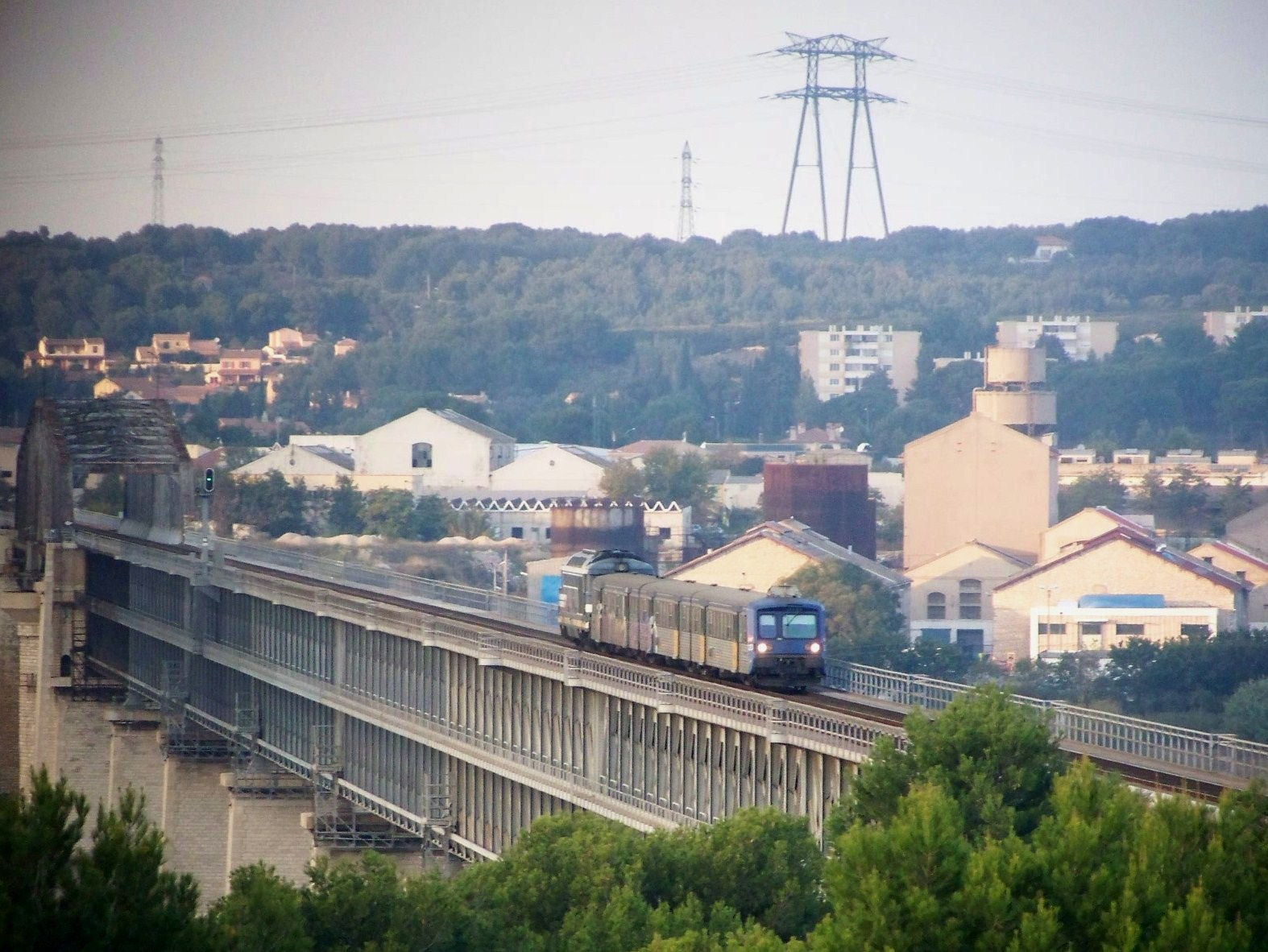
Von Miramas kommender TER-Wendezug auf der südlichen Gitterträgerbrücke (2008)

Die Brücke wurde in den Jahren 1908 bis 1915 errichtet; am 15. Oktober 1915 wurde die Bahn in diesem Abschnitt in Betrieb genommen. Leitender Ingenieur war Paul Séjourné, die Bauausführung erfolgte durch Schneider et Cie. Zur Zeit seiner Fertigstellung war der Pont de Caronte die weltweit größte und schwerste Drehbrücke dieser Bauart.
Gegen Ende der deutschen Besetzung Frankreichs im Zweiten Weltkrieg wurde die Brücke im September 1944 von der abziehenden Wehrmacht gesprengt. Dabei wurde der runde Mittelpfeiler der Drehbrücke zerstört. 1946 wurde die Brücke wieder befahrbar hergerichtet, wobei der drehbare Abschnitt durch eine nur eingleisige Hubbrücke ersetzt wurde. Im Jahr 1954 wurde die Drehbrücke, wiederum von Schneider et Cie, nach den ursprünglichen Plänen zweigleisig rekonstruiert.

## Beschreibung
Die Brücke ist insgesamt 942 m lang. Die beiden Zufahrten zum drehbaren Abschnitt sind als Gitterträgerbrücken ausgeführt. Auf der Südseite sind es acht Brückenfelder von je 82,50 m, nördlich der Drehbrücke zwei Felder von je 51,20 m Länge.
Der drehbare Abschnitt besteht aus zwei Brückenfeldern à 57,20 m Länge, die an ihrer Nahtstelle auf einem am Nordufer stehenden Mittelpfeiler ruhen. Die seitlichen Fachwerke dieser Felder sind an der höchsten Stelle 13,40 m, an der niedrigsten 7,60 m hoch. Die lichte Höhe der Drehbrücke beträgt 23 m, die rund 50 m breite Durchfahrt kann in geschlossenem Zustand von Schiffen bis zu einer Höhe von 20 m passiert werden. Täglich wird die Brücke jeweils nachmittags für ca. eine Stunde geöffnet, um höheren Schiffen die Passage zu ermöglichen. Dieser Vorgang dauert 5:07 Minuten. Einer von zwei vorhandenen 100 PS leistenden Benzinmotoren bewegte dabei ursprünglich über vier durch Differentialgetriebe verbundene Ritzel, die in einen auf dem Mittelpfeiler platzierten Zahnkranz greifen, die Achse der Drehbrücke. Bei der Rekonstruktion der Drehbrücke wurden 1954 statt der Benzinmotoren zwei Elektromotoren eingebaut. Die Steuerung erfolgt von einem Betriebshaus aus, das sich oberhalb der Gleisebene über dem Drehpunkt befindet.